# Felix Mallard

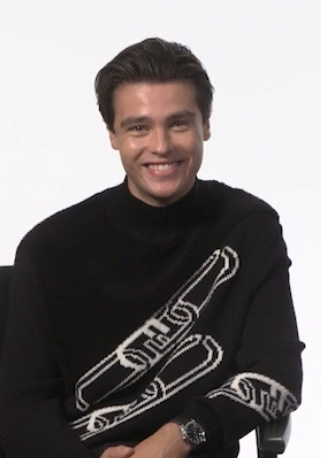
Felix Mallard, 2022

Felix Mallard (* 20. April 1998) ist ein australischer Schauspieler.

## Leben
Felix Mallard nahm 2012/13 an nationalen Meisterschaften im Fechten teil. Von 2014 bis 2018 verkörperte er in der australischen Seifenoper Nachbarn die Rolle des Ben Kirk/Fitzgerald. In der CBS-Sitcom Happy Together gehörte er 2018/19 neben Amber Stevens West und Damon Wayans, Jr. als aufstrebender australischer Popstar Cooper James zur Hauptbesetzung. Die Figur war lose von Harry Styles inspiriert.
2020 war er in All die verdammt perfekten Tage, der Verfilmung des gleichnamigen Romans von Jennifer Niven mit Elle Fanning und Justice Smith in den Hauptrollen, als Roamer zu sehen. In der deutschsprachigen Fassung wurde er von Vincent Borko synchronisiert. In der Netflix-Serie Locke & Key spielte er ebenfalls 2020 die Rolle des Lucas Caravaggio. In der deutschsprachigen Fassung lieh ihm David Turba die Stimme. Außerdem hatte er in der NBC-Musical-Comedy-Dramaserie Zoey’s Extraordinary Playlist als Adrian eine Episodenrolle.
An der Seite von Sara Waisglass als seine Zwillingsschwester Maxine übernahm er in der im Februar 2021 veröffentlichten Netflix-Serie Ginny & Georgia die Rolle des Marcus Baker.

## Filmografie (Auswahl)
- 2014–2019: Nachbarn (Neighbours, Fernsehserie)
- 2016: Neighbours: Xanthe Hearts Ben (Fernsehserie)
- 2016: Neighbours: Pipe Up (Mini-Serie)
- 2016: Neighbours: Summer Stories (Fernsehserie)
- 2018–2019: Happy Together (Fernsehserie)
- 2020: Locke & Key (Fernsehserie)
- 2020: All die verdammt perfekten Tage (All the Bright Places)
- 2020: Zoey’s Extraordinary Playlist (Fernsehserie, zwei Episoden)
- seit 2021: Ginny & Georgia (Fernsehserie)
- 2024: Schlaft gut, ihr fiesen Gedanken (Turtles All the Way Down)